# Cantón de Masseube
El cantón de Masseube era una división administrativa francesa, que estaba situada en el departamento de Gers y la región de Mediodía-Pirineos.

## Composición
El cantón estaba formado por veinticuatro comunas:
- Arrouède
- Aujan-Mournède
- Aussos
- Bellegarde
- Bézues-Bajon
- Cabas-Loumassès
- Chélan
- Cuélas
- Esclassan-Labastide
- Lalanne-Arqué
- Lourties-Monbrun
- Manent-Montané
- Masseube
- Monbardon
- Monlaur-Bernet
- Mont-d'Astarac
- Monties
- Panassac
- Ponsan-Soubiran
- Saint-Arroman
- Saint-Blancard
- Samaran
- Sarcos
- Sère

## Supresión del cantón de Masseube
En aplicación del Decreto nº 2014-254 de 26 de febrero de 2014, el cantón de Masseube fue suprimido el 22 de marzo de 2015 y sus 24 comunas pasaron a formar parte del nuevo cantón de Astarac-Gimone.